# 미카도노 세 자매는 의외로 쉽다
《미카도노 세 자매는 의외로 쉽다》(일본어: 帝乃三姉妹は案外、チョロい。 미카노도 산시마이와 안가이 조로이[*])는 히라카와 아야가 지은 일본의 만화다. 《주간 소년 선데이》(쇼가쿠칸)에서 2022년 4·5 합병호부터 연재 중이다.

## 줄거리
문무예의 천재였던 대배우 아야세 스바루의 아들인 아야세 유우는 유일한 가족인 어머니가 죽고 어머니의 지인에게 인수되어 각 방면의 천재가 모이는 명문 '사이카 학원'으로 전학을 가게 된다. 그리고 지인의 딸이자 사이카 학원의 '삼제'로 불리는 미카도노 세 자매의 카즈키, 니코, 미와와 동거하게 된다.

## 등장인물
아야세 유우(綾世優)
성우 - 히나타 미나미
주인공. 17살. 키 160cm. 혈액형 O형. 사이카 학원 보통과 2학년. 머리는 붉은색이고, 덥수룩한 털이 있다. 특기는 집안일(주로 청소와 요리). 돌아가신 어머니는 대여배우로 알려진 아야세 스바루. 아버지는 알 수 없고, 모자가정이었지만 유일한 가족이었던 어머니도 돌아가신다. 어머니에게서 물려받은 예쁜 얼굴이지만 어머니와 달리 학업·스포츠·연기력 등 재능은 없어 '범인'(凡人), '고물'이라는 평을 듣는다. 그러나 주위의 기대나 낙담 따위는 아랑곳하지 않는 정신적으로 터프한 성격이며, 때로는 일체의 반론을 불허하는 처미를 발하며 자신의 의견을 관철하는 일면도 있다. 한편, 연애면에서도 박념인으로, 세 자매에 대해 '가족으로서의 애정'을 가지고 있지만, 세 자매가 소중히 간직하는 '이성으로서의 애정'은 깨닫지 못하고 있다.
미카도노 카즈키(帝乃一輝)
성우 - 아마미 유리나
히로인 중 한 명. 미카도노 가의 장녀. 키 172cm. 혈액형 B형. 사이카 학원 연예과 3학년. 여성으로만 구성된 가극단의 남역 스타. 보이시한 외모에 푸른빛이 도는 벨리 쇼트와 장신이 특징. 연기 천재이자 복된 비주얼을 활용한 고도의 연기력과 가창력으로 난역도 거뜬히 소화하며 재연 불가능한 배역을 부활시키고 있어 해외에서도 높은 평가를 받고 있다. 학원 내외를 불문하고, 여성으로부터 인기도 높다. 성격은, 유달리 자존심이 강한 한편, 노력가이기도 해, 열이 났을 때도 억지로 몸을 일으켜, 무대의 연습하려고 하고 있었다. 또 음식을 가리는 면이 있어 피망·표고버섯·가지·여주·흑목이를 좋아하지 않는다.
당초, 동거하게 된 유우를 달가워하지 않고 얕잡아 보고 있었지만, 유우에 대한 호의를 인식하고 나서 유우가 하는 가사를 돕게 되어, 점차 교류를 깊게 해 나간다. 그러던 중 유우와 둘이서 설거지를 하다가 다리가 넘어지는 순간 유우와 키스한다. 이후 그를 의식하게 된다.
미카도노 니코(帝乃二琥)
성우 - 코가 아오이
히로인 중 한 명. 미카도노 가의 차녀. 키 150cm. 혈액형 A형. 이화학원 체육과 2학년. 가라테가. 당고 롱 헤어가 특징. 가라테 선수의 달인으로, 키 약 150센티미터로 작으면서도, 신체 능력이 매우 높고, 다수에 이르는 무도계 경기의 대회를 우승하고 있다. 중학교 때 산에서 산나물 채취 체험학습 도중 마주친 곰을 일격에 쓰러뜨려 지금도 소문이 나 있다. 남자보다 말솜씨가 다소 거칠지만 성격은 자타가 다분하고 성실하며 노력은 아끼지 않고 집 도장에서 자주련을 한다. 또, 선수답게 식사의 영양 밸런스에도 신경을 쓰고 있다. 사실, 나이에 걸맞게 귀여운 옷이나 소품 등에 흥미를 가지고 있지만, 그녀 자신은 '자신의 캐릭터에 어울리지 않는다'라고 생각해, 스스로 피하려고 하고 있다.
미카도노 미와(帝乃三和)
성우 - 아오야마 요시노
히로인 중 한 명. 미카도노 가의 삼녀. 키 163cm. 혈액형 AB형. 사이카 학원 진학과 1학년. 여류기사. 부스스한 녹색 단발머리와 덧니, 거유가 특징. IQ 180을 넘는다고도 불리는 뛰어난 두뇌의 소유자로, 여류기사로서 활약하고, 그 재능은, 기계로부터 장래가 기대될 정도이다. 장기뿐 아니라 바둑과 체스 대회에서도 우승을 거듭하고 국제수학경진대회에서는 최연소 여성 대표자로 팀을 승리로 이끌고 있는 면학 전반에도 뛰어난 반면 운동을 잘 못한다. 성격은 좀 심술궂다. 학교생활은 주위와 잘 어울리지 못하고 기본적으로 혼자 있는 경우가 많다. 실은 고양이를 좋아하는 일면을 가진다.
아야세 스바루(綾世昴)
성우 - 카야노 아이
아야세 유우의 어머니. 이야기 시작 시점에서 고인. 문무예 천재로, 해외의 초명문 대학을 수석으로 졸업해, 위험한 액션도 스스로 해내는, 국내외에서 이름이 알려진 대여배우. 유우에게도 어머니는 위대한 여배우라고 인식하고 있었지만, 따라서 주위로부터 사사건건 천재인 어머니와 비교되어서는, 실망·우롱당하는 원인이 되기도 한다. 그녀 자신도 아들인 유우에 대한 애정은 갖고 있지만 일의 분주함과 말없는 언행이 겹쳐 엇갈림을 낳고 말았다. 자신이 병으로 쓰러져 입원한 것을 계기로 유우와 화해하는 것도, 머지않아 타계. 사망하기 전에 '유우는 행복한 가족을 만들어'라는 유언을 남겼다.
미카도노 자매의 아버지
성우 - 마츠카제 마사야
본명 불명. 미카도노 세 자매의 친부. 안경을 쓰고 있다. 아야세 스바루의 지인으로, 그녀에게 은혜가 있다며, 그녀의 아들인 유우를 떠맡았다. 극단적인 실력주의자로, '미카도노 가의 일원은 전원이 천재이다'라고 하는 것에 망집하고 있어, 딸들에게는 '미카도노 가에 교제는 필요없다', '범용은 악'이라고 해, 유우에 대해서도 '저 천재 여배우, 아야세 스바루의 아이인데'라는 자신의 생각을 강요하고 있다. 그러면서도 딸들에게는 부모로서의 정은 가지고 있고, 세 자매가 유우와 사이좋게 지내는 것을 보았을 때 세 자매와 유우의 관계를 경계하고 따지는 등 바보라고도 할 수 있는 일면도 엿보였다.
야오토메 사쿠라(矢乙女桜)
여류기사. 고등학교 1학년. 사이카학원과는 다른 고등학교에 다니고 있다. 양갈래 머리가 특징. 자칭 미카도노 미와의 라이벌. 누구보다 미와의 실력을 이해하는 팬이기도 하다.
시라이시 세나(白石星奈)
젊은 여배우. 어학에 능하고, 해외의 작품에도 다수 출연하고 있어, 해외로부터의 평가도 높고, 신체 능력도 높고, 문무예에 뛰어났기 때문에 '아야세 스바루의 후계자'라는 호칭도 높다.
쿠로카와 긴가(黒川銀河)
젊은 배우. '천의 얼굴을 가지면 초빙의형 배우'라고 평가되고 있어 어떤 역도 완벽하게 해낸다. 가수로서도 천재이며, 매출 랭킹은 데뷔 이래 연속 1위이며 '하늘에 두 가지를 부여받은 천재'라고도 불린다.

## 서지 정보
- 히라카와 아야 《미카도노 세 자매는 의외로 쉽다》 쇼가쿠칸 〈소년 선데이 코믹스〉, 기간 15권(2025년 7월 4일 현재)
  1. 2022년 3월 17일 발매[1], ISBN 978-4-09-851038-2
  2. 2022년 7월 15일 발매[2], ISBN 978-4-09-851152-5
  3. 2022년 10월 18일 발매[3], ISBN 978-4-09-851347-5
  4. 2022년 12월 16일 발매[4], ISBN 978-4-09-851490-8
  5. 2023년 3월 16일 발매[5], ISBN 978-4-09-851774-9
  6. 2023년 7월 18일 발매[6], ISBN 978-4-09-852126-5
  7. 2023년 10월 18일 발매[7], ISBN 978-4-09-852856-1
  8. 2024년 1월 18일 발매[8], ISBN 978-4-09-853076-2
  9. 2024년 4월 17일 발매[9], ISBN 978-4-09-853222-3
  10. 2024년 7월 18일 발매[10], ISBN 978-4-09-853436-4
  11. 2024년 10월 18일 발매[11], ISBN 978-4-09-853638-2
  12. 2024년 12월 18일 발매[12], ISBN 978-4-09-853810-2
  13. 2025년 3월 18일 발매[13], ISBN 978-4-09-854022-8
  14. 2025년 6월 18일 발매[14], ISBN 978-4-09-854153-9
  15. 2025년 7월 4일 발매[15], ISBN 978-4-09-854173-7

## TV 애니메이션
2025년 7월부터 TOKYO MX 등에서 방송 중이다.

### 스태프
- 원작 - 히라카와 아야
- 감독 - 마츠바야시 타다히토
- 시리즈 구성 - 이카미 타카요
- 캐릭터 디자인 - 이노우에 유스케
- 서브 캐릭터 디자인 - 키요사와 유이토
- 2D 디자인 - 요시가키 마코토
- 메인 애니메이터 - 미야자키 츠카사
- 프롭 디자인 - 마키노 히로미
- 색채 설계 - 도이 카즈
- 미술 감독 - 히가시 준이치
- 촬영 감독 - 아사히 코헤이
- 3D 감독 - 모리시게 유즈카
- 특수 효과 - 무라카미 마사히로
- 편집 - 타카하시 아유무
- 음향 감독 - 아케타가와 진
- 음향 제작 - 매직 캡슐
- 음악 - 요코야마 마사루
- 음악 제작 - 애니플렉스
- 치프 프로듀서 - 미야케 마사노리, 마에다 토시히로
- 프로듀서 - 이시카와 타츠야, 마츠오카 코헤이, 이토 신이치, 칸다 료타, 사사키 레이코, 시오타니 나오후미, 나가미네 리에코, 오오와다 토모유키, 미우라 후미토
- 애니메이션 프로듀서 - 츠지 미츠히토
- 애니메이션 제작 - P.A.WORKS
- 제작 - 미카도노 세 자매는 의외로 쉽다 제작위원회

### 주제가
너에게 어울리는 기적(君にふさわしい奇跡)
일요일의 메종 데에 의한 오프닝 테마. 작사·작곡·편곡은 쿠지라, 가창은 레이.
모호한 그라피티(曖昧グラフィティ)
미카도노 카즈키(아마미 유리나)에 의한 엔딩 테마. 작사는 카나토, 작곡·편곡은 후지이 켄타로.

### 에피소드 목록
| 화수    | 제목                         | 각본          | 그림 콘티           | 연출            | 작화 감독                                                                                                  | 총작화 감독     | 방송일          |
| ------- | ---------------------------- | ------------- | ------------------- | --------------- | --- | --------------- | --------------- |
| home.01 | 天才と、凡人。 천재와, 범재. | 이카미 타카요 | 마츠바야시 타다히토 | 오오타 토모아키 | 타나카 미라이 사사키 히로야 사쿠라이 타쿠로 모모요 葉昌                                                    | 이노우에 유스케 | 2025년 7월 10일 |
| home.02 | 彼女の、秘密。 그녀의, 비밀. | 이카미 타카요 | 마츠바야시 타다히토 | 우에노 켄야     | 이케다 타카키 오오우라 아즈사 타카하시 료고 요시다 히로미 콘도 아야카 코보리 유코                          | 키요사와 유이토 | 7월 17일        |
| home.03 | 家族に、なりたい。           | 이카미 타카요 | 스즈키 류타로       | 스즈키 류타로   | 타나카 미라이 타테자키 히로시 요시다 하지메 사사키 히로야 서채영 송현주 최은영 박영희 김정림 박순옥 이성희 | 이노우에 유스케 | 7월 24일        |